# District d'Ifanadiana
Le district d'Ifanadiana est un district de la région de Vatovavy, situé dans l'Est de Madagascar,.
Le parc national de Ranomafana se trouve dans ce district.